# Łętkowice (gromada)
Łętkowice – dawna gromada, czyli najmniejsza jednostka podziału terytorialnego Polskiej Rzeczypospolitej Ludowej w latach 1954–1972.
Gromady, z gromadzkimi radami narodowymi (GRN) jako organami władzy najniższego stopnia na wsi, funkcjonowały od reformy reorganizującej administrację wiejską przeprowadzonej jesienią 1954 do momentu ich zniesienia z dniem 1 stycznia 1973, tym samym wypierając organizację gminną w latach 1954–1972.
Gromadę Łętkowice z siedzibą GRN w Łętkowicach utworzono – jako jedną z 8759 gromad na obszarze Polski – w powiecie miechowskim w woj. krakowskim, na mocy uchwały nr 24/IV/54 WRN w Krakowie z dnia 6 października 1954. W skład jednostki weszły obszary dotychczasowych gromad Łętkowice, Łętkowice Kolonia, Obrażejowice i Wierzbica (bez miejscowości Błojce i przysiółka Budziejowice) oraz  miejscowość Kąty (o powierzchni 104 ha) z dotychczasowej gromady Błogocice; wszystkie jednostki ze zniesionej gminy Łętkowice w tymże powiecie. Dla gromady ustalono 14 członków gromadzkiej rady narodowej.
1 stycznia 1956 gromadę przyłączono do powiatu proszowickiego.
31 grudnia 1959 do gromady Łętkowice przyłączono wieś Budziejowice ze zniesionej gromady Waganowice.
Gromada przetrwała do końca 1972 roku, czyli do kolejnej reformy gminnej.